# Xanthoparmelia hyposalazinica
Xanthoparmelia hyposalazinica är en lavart som beskrevs av Elix. Xanthoparmelia hyposalazinica ingår i släktet Xanthoparmelia och familjen Parmeliaceae.   Inga underarter finns listade i Catalogue of Life.